# Església del Salvador de Real
L'Església del Salvador de Real és una església romànica que es troba a Real, al municipi d'Amarante, a Portugal. S'aixecà en el primer quart del segle xiv.(1) No obstant això, es transformà profundament durant el període barroc del segle xviii. El 1938 va deixar de ser parroquial i des de 2010 forma part de la Ruta del romànic.(1)